# Василије Новгородски
Архиепископ Василиј Калика (ум. 3. јул 1352) - од 1330. до 1352. архиепископ новгородско-псковски.
Руска православна црква га је канонизовала поштује као светитеља, а празнује се : 4. јуна (Сабор новгородских светаца) и 3. јула Сабор новгородских светитеља (по јулијанском календару); Његове мошти се чувају у саборном храму Свете Софије.

## Биографија
Пре избора у чин архиепископа, путовао је по светим местима Блиског истока, што се види из његовог дела „Поруке о рају“. Време његове архиепископије поклопило се са тешким приликама за Велики Новгород и недаћама сваке врсте. Новгород, који је управо успео да се заштити од тверских кнезова уз помоћ московског кнеза, почео је да страда од Москве. Иван Калита је снажно тлачио Новгород, а владика Василије је морао да буде његов заступник у замену за слободу свог родног града.
У Пскову се јавила жеља за стицањем независности од Новгорода, а то је било изражено пре свега у жељи Псковљана да имају свог посебног епископа. Чак су на ово место изабрали извесног Арсенија и послали га на одобрење митрополиту Теогносту, који је тада био на Волињу. И литвански кнез Гедимин и псковски кнез Александар Михајлович покушали су да убеде Теогноста да буде одобри постављање Арсенија. Међутим, он им није пошао у сусрет, није поделио епархије и потврдио је Василија, изабраног од Новгородаца, за архиепископа новгородско-псковског.
Када се Василије враћао из Владимир-Волинског у Новгород 1331. године, успео је да избегне потеру коју је организовао Гедимина захваљујући Теогностовом упозорењу. Али код Чернигова, кијевски кнез Фјодор са хордским баскацима и одредом од 50 људи напао их је, узео откуп и ухватио Ратслава, архиђакона Феогноста, у заробљенике. Осим тога, Василије је са Фјодором закључио споразум о пријему Фјодоровог нећака, Глеба (Наримунта) Гедиминовича, у службу у Новгороду, што је постао први случај прихватања кнеза Нерјуковича у Новгороду.
Знајући да су Новгородци као резултат трговине донели много сребра са оне стране Каме, Иван Калита је захтевао да му се то сребро преда. Добивши одбијеницу, 1333. године, заједно са Нижњим и Рјазанским кнезовима, заузео је Бежецк и Торжок и почео да пустоши околину. Архиепископ Василије је отишао код њега у Переслављ да преговара о миру са Новгородом, али није могао да га умири. Новгородци су дали великом кнезу 500 рубаља сребра, под условом да врати села и градове које је заузео, али Иван није пристао и онда је у бесу отишао ка кану.
Ова опасност натерала је Новгородце да склопе мир са псковским кнезом Александром Михајловичем. Василиј је са својим хором отишао у Псков, благословио народ и крстио кнежевог сина, а затим остао његов учитељ. Ово је била прва посета новгородског архиепископа Псковчанима после 7 година.
Тек 1334. године Василије је посредством митрополита Теогноста, коме је отпутовао у Владимир, успео да измири Калита са Новгородом. Кнез Иван Данилович је посетио Новгород и у знак наклоности за указану му част и љубазност становника позвао је архиепископа и главне новгородске чиновнике у Москву да им узврате за раскошну посластицу истим.
Међутим, 1337. Новгородци су се поново посвађали са великим кнезом, и он је поново почео да пустоши њихове земље. Василије је поново отишао у Псков по подршку, али су га овога пута Псковчани, сматрајући Новгородце својим непријатељима, примили веома хладно. Нису му дали ни уобичајену такозвану судску таксу, или десетину прихода из дворске благајне. Био је принуђен да оде, објављујући проклетство на град, као што је митрополит Теогност претходно учинио са Псковом.
Богата софијска ризница, по налогу Василија, издашно је издвајала средства за добротворне радове и за украшавање града. Године 1337. река Волхов је поплавила и уништила „Велики мост“ који је повезивао трговачку и Софијску страну Новгорода, а међу странама су се појавили спорови око изградње новог моста, претећи крвопролићем: Василије је саградио мост о трошку владарске благајне. Својим рукама је такође поставио темеље новог градског зида на другој страни Волхова.
Исте године јак пожар је изазвао велика разарања у Новгороду са обе стране, изгорело је 48 дрвених и 3 камене цркве, Кремљ, владичанске одаје и Саборна црква Свете Софије. Није опстаони архијерејски дом. Плашећи се нових пожара, становници су бежали из својих домова, живели у пољима, чак и у чамцима на води, а архијереј је једва успевао да их смири црквеним литијама и молитвама. Василије је обновио зидове саборне цркве Свете Софије, прекрио је оловом, направио нови иконостас, помогао у обнављању изгорелих цркава из своје ризнице и поново саградио „Велики мост“ преко Волхова.
У Новгороду је било много немира и свађа међу странкама, а епископ је био њихов миротворац. То се догодило, на пример, 1344. године, када је изабран нови градоначелник.
Сам епископ се бавио иконописом и својим умећем украшавао цркве: позната је икона кнезова Бориса и Глеба коју је он насликао за Борисоглебску цркву. Такође је украсио цркву Свете Софије бакром, позлаћеним капијама и грчким сликарством. Родољубива и добротворна делатност Светог Василија стекла је велико поштовање и љубав Новгорода. И у Цариграду је био почаствован: за разлику од других руских епископа, цариградски патријарх му је послао крстолико одежда и бели клобук, о чему је касније састављена читава прича, са конкретним циљем да Новгород узвиси у поређењу са Москвом. Када су 1348. године у Новгород дошли амбасадори шведског краља Магнуса са изазовом на расправу о вери, епископ је одговорио: „Ако желите да знате која је вера боља: ваша или наша, пошаљите је патријарху – ми смо прихватили веру од Грка”.
Активни пастир није био вешт богослов, што је, иначе, приметно у његовој чувеној „Посланици Теодору, епископу Тверском, о рају“. Он приљежно доказује Теодору да је рај у коме су живели први људи нетакнут и да постоји на Истоку, а многи су видели место мука на Западу.
Сама Василијева смрт сведочи о његовој љубави према свом стаду. Године 1352. у Пскову се појавила страшна куга, „црна смрт“, која је за кратко време изазвала велика разарања у граду. Псковљани, обузети тугом и страхом, замолише архиепископа, којега су претходно узнемирили великом непослушношћу, да дође к њима и помоли се за њих и са њима. Владика је одмах стигао, одржао службу у три цркве, прошетао градом са богомољом и утешио Псковљане. Овде се разболео и умро на повратку за Новгород, у манастиру Архангела, на ушћу реке Узе, која се улива у Шелон, 3. јула 1352. године. Сахрањен је у Саборној цркви Свете Софије у Великом Новгороду.
Пре њега и после њега на новгородској катедри био је архиепископ Мојсије (1325-1329 и 1352-1359), који је очигледно имао непријатељске односе са митрополитом Теогностом.